# 柴燃交替动力方式

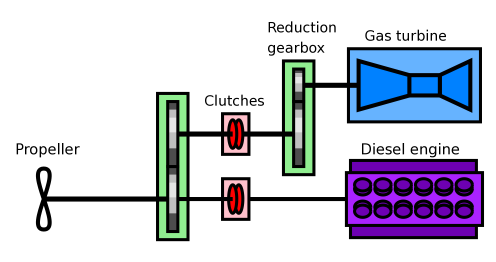
柴燃交替动力方式示意图

柴燃交替动力方式简称柴-燃交替（英語： 简称：），是结合柴油机或涡轮燃气机动力的一种类型（另一常见方式是柴燃联合动力方式）。

## 简介
在柴-燃交替系统中，每个螺旋桨传动轴都连接着用于低速巡航的柴油发动机和高速巡航时的燃气涡轮机。在同一时间只有一个推进器可以使用，相當於一套全燃聯合加一套全柴聯合。而柴-燃联合系统，可以使用两个引擎的联合力量。柴-燃交替的优点是低速时较为经济，使舰艇在经济性与高速型得到了不错的兼顾，亦使其获得了不错的续航能力。与柴-燃联合系统相比传输系统更简单，但是燃气涡轮机工作时柴油机只能闲置，然而在柴-燃交替系統中的柴油機和燃氣輪機功率差距懸殊，假設將兩者並聯也只會對航速產生極小影響。
還擁有子分類，柴電燃交替動力方式（CODLOG），將柴燃交替系統中的柴油機直驅改成了柴電動力。

## 应用实例
- 汉密尔顿级巡邏艦，1967年
- 阿勒萬德級巡防艦，1971年
- 達特·薩瓦里級巡防艦，1973年
- 尼泰羅伊級巡防艦，1976年
- 飛馬級水翼艇（英语：Pegasus-class hydrofoil），1977年
- 狼級巡防艦，1977年
- 威林根級巡防艦，1978年
- 蔚山級巡防艦，1980年
- 石狩號護航驅逐艦，1981年
- 西北風級巡防艦，1982年
- 不萊梅級巡防艦，1982年
- 阿拉度號巡防艦，1982年
- 夕張級護航驅逐艦，1983年
- 東海級巡邏艦，1983年
- 浦项级輕型护卫舰，1984年
- 阿武隈級護航驅逐艦，1989年
- 瓦斯科·達伽馬級巡防艦，1990年
- 卡爾·多爾曼級巡防艦，1991年
- 哈利法克斯级巡防舰，1992年
- 海德拉級巡防艦，1992年
- 杜蘭德·澤拉·潘尼級驅逐艦，1993年
- 052型驅逐艦，1994年
- 萨尔5型护卫舰，1994年
- 纳來頌恩级巡防艦，1994年
- 布蘭登堡級巡防艦，1994年
- 安扎克級巡防艦，1996年
- 查克里·納呂貝特號航空母艦，1997年
- 巴巴洛斯級巡防艦，1997年
- 廣開土大王級驅逐艦，1998年
- 偉士比級護衛艦，2002年
- 阿爾瓦羅·巴贊級巡防艦，2002年
- 獵豹級巡防艦，2003年
- 忠武公李舜臣級驅逐艦，2003年
- 052B型驅逐艦，2004年
- 052C型驅逐艦，2005年
- 安德烈亞·多里亞級驅逐艦，2007年
- 佛賓級驅逐艦，2008年
- 什瓦利克級巡防艦，2010年
- 仁川級巡防艦，2013年
- 052D型驅逐艦，2014年
- 霍巴特級驅逐艦，2017年
- 戈爾什科夫海軍元帥級巡防艦，2018年
- 白嘴鴉級護衛艦，2019年
- 尼爾吉里級巡防艦 (2019年)
- TF2000級驅逐艦